# لارين (بالا لاريجان)
لارین (بالفارسية: لارین) هي قرية تقع في إيران في قسم بالا لاریجان الريفي.